# Џеронимо (Оклахома)
Џеронимо (енгл. Geronimo) град је у америчкој савезној држави Оклахома.

## Демографија
По попису из 2010. године број становника је 1.268, што је 309 (32,2%) становника више него 2000. године.
| Група             | 2000.       | 2010.       |
| Белци             | 681 (71,0%) | 815 (64,3%) |
| Афроамериканци    | 16 (1,7%)   | 46 (3,6%)   |
| Азијати           | 8 (0,8%)    | 22 (1,7%)   |
| Хиспаноамериканци | 61 (6,4%)   | 142 (11,2%) |
| Укупно            | 959         | 1.268       |